# قائمة زملاء الجمعية الملكية المنتخبين في 2000
هذه الصفحة تعرض قائمة زملاء الجمعية الملكية المُنتخبين لعام 2000.

## الزملاء
- آلان دافيسون
- Ole Holger Petersen [الإنجليزية]‏
- Patricia Simpson [الإنجليزية]‏
- آلان أندرو واتسون
- بيتر كريسويل
- أندرو بروس هولمز
- يان ويلسون [الإنجليزية]‏
- ستيوارت ستيفن باركين
- Peter Somogyi [الإنجليزية]‏
- باول تاونسند
- Kiyoshi Nagai [الإنجليزية]‏
- سايروس شوثيا
- جيمس تيل
- جانيت روسانت
- Harry Smith (botanist) [الإنجليزية]‏
- برايس بوسنيتش
- Michel Goedert [الإنجليزية]‏
- بيتر هول غافن
- كريستوفر فريث
- روبرت سنكلير ماكاي
- Martin Sweeting [الإنجليزية]‏
- Adrian Wyatt [الإنجليزية]‏

## الأعضاء الأجانب
- رونالد بريسلو
- مارتين كاربلوس
- Mitsuhiro Yanagida [الإنجليزية]‏